# Droczewo
Droczewo (biał. Дрочава, Droczawa; ros. Дрочево, Drocziewo) – wieś na Białorusi, w obwodzie brzeskim, w rejonie małoryckim, w sielsowiecie Orzechowo, w pobliżu granicy z Ukrainą.

## Warunki naturalne
Wieś położona jest nad dużymi kompleksami mokradeł.

## Historia
Obecnie wieś obejmuje dawne wsie Droczewo, Podszumy i Szumy.
W dwudziestoleciu międzywojennym leżały one w Polsce, w województwie poleskim, w powiecie brzeskim, w gminie Ołtusz. Po II wojnie światowej w granicach Związku Sowieckiego. Od 1991 w niepodległej Białorusi.